# Commana
Commana település Franciaországban, Finistère megyében. Lakosainak száma 994 fő (2022. január 1.). Commana Botmeur, La Feuillée, Plounéour-Ménez, Saint-Sauveur, Sizun és Saint-Thégonnec-Loc-Eguiner községekkel határos.

## Népesség
A település népességének változása:
| Lakosok száma | 1370 | 1153 | 1061 | 995  | 1080 | 1038 | 1036 | 998  | 997  | 994  |
|               | 1968 | 1982 | 1990 | 2006 | 2013 | 2015 | 2017 | 2019 | 2020 | 2022 |